# عبد الواحد الحميد
عبد الواحد الحميد (ولد الجوف 1953 م) كاتب سعودي، شغل منصب نائب وزير العمل من 2007 إلى 2011، وعين عضوًا في مجلس الشورى عام 1997م. وتولى عددًا من المناصب الإعلامية، وكتب زاوية «على وجه التحديد» في جريدة الرياض، وله عدد من الإصدارات منها: "السعودة أو الطوفان"، و"سنوات الجوف".

## تعليمه
حاصل على درجة الدكتوراه في الاقتصاد من جامعة ويسكانسون ميلواكي بالولايات المتحدة الأمريكية عام 1404هـ (1984).

## عمله ومناصبه
- عمل نائباً لوزير العمل من عام 2007 إلى عام 2011.[4]
- عمل وكيلاً لوزارة العمل للتخطيط والتطوير.
- عمل مديراً مكلفاً لصندوق تنمية الموارد البشرية.
- عمل أميناً عاماً لمجلس القوى العاملة عام 2001.
- عمل عضواً في مجلس الشورى السعودي عام 1997.
- عمل أستاذاً في جامعة الملك فهد للبترول والمعادن.[5]

## عمله الإعلامي
تولى الحميد عدداً من المناصب الإعلامية، من أبرزها عملها رئيساً لتحرير مجلة «الاقتصاد»، ورئيساً لتحرير مجلة «سعودي كوميرس» الإنجليزية، كما عمل نائباً لرئيس تحرير صحيفة «اليوم».
وكتب في عدد من الصحف من أبرزها صحيفة «الرياض» التي كتب فيها زاوية «على وجه التحديد»، كما كتب زاوية يومية في صحيفة «اليوم»، وصحيفة «الجزيرة»، وصحيفة «عكاظ».

## مؤلفاته
1. (اقتصاديات التعليم: استثمار في أمة).[7]
2. (السعودة أو الطوفان).[8] ويتحدث فيها الحميد عن الأثر السلبي لاختلال التركيبة السكانية في المملكة بفعل التواجد المفرط للعمالة الوافدة.[9] وقد وقع عليه الوزير غازي القصيبي بعد قراءته: «كتاب يجب أن يقرأه كل مواطن حريصٍ على مستقبل هذا الوطن، أمّا المعنيّون بشؤون العمل فيجب أن يقرأوه أكثر من مرّة».[10]
3. (قضايا وتساؤلات في الشأن الاقتصادي) صدر عام 2018.[11]
4. (سنوات الجوف: ذكريات جيل) وتضمن هذا الكتاب السيرة الذاتية للكاتب.[12] وذكرياته «مع أرياف سكاكا وحاراتها وأسواقها ومزارعها ومساجدها ومدارسها الطينيّة والعلاقات بين الأُسر، وسردت مواقف واكبت تفتّح أعين أهل الجوف على القراءة، ومعايشتهم نوافذ مبكّرة شُرّعت للمعرفة والأدب، ومنها مكتبة الثقافة العامة، المبرّة التي أوقفها عام 1383هـ عبد الرحمن السديري أمير منطقة الجوف الأسبق».[13]

## تكريمه
كرم الحميد في منتدى عبد الرحمن السديري للدراسات السعودية في الجوف عام 2018.